# Archipel de Kadavu
L’Archipel de Kadavu (Kadavu Group) est un archipel volcanique de 478 km² au sud de Viti Levu, une des deux îles principales des Fidji. Comprenant Kadavu, la quatrième plus grande île des Fidji, l'archipel comprend également Galoa, Ono et un certain nombre d'autres îlots dans le récif de la Grande-Astrolabe.
L'archipel comptait, en 2007, 10 078 habitants.
L'archipel a été choisi comme lieu de tournage de l'émission Koh Lanta de 2019 pour l'édition Koh Lanta La guerre des chefs jusqu'à la saison Koh-Lanta : Les 4 Terres diffusée en 2020.